# Trelleborgs Ångfartygs AB
Trelleborgs Ångfartygs AB, även Malmros Rederi AB var ett svenskt rederi, grundat i Trelleborg och verksamt 1870 – 1980. Företaget grundades av Frans Malmros, som även blev dess förste verkställande direktör. Bolagets ledning stannade i familjen Malmros under hela dess tid. 

## Bolag
Bolagsnamnen har varierat enligt nedan men ägts av ättlingar till Frans Malmros.
- Trelleborgs Ångfartygs AB 1870-1902
- Trelleborgs Ångfartygs Nya AB 1872-1944
- Rederi AB Merkurius 1901-1902
- Trelleborgs Ångfartygs AB 1944-1968
- Malmros Rederi AB 1968-1980

## Historia
Grosshandlaren Frans Malmros tog 1870 initiativ till bildandet av ett ångbåtsrederi i Trelleborg och man beställde på Lindholmens Varv ett fartyg som fick namnet Corfitz Beck-Friis. Två år senare bildades ännu ett bolag som fick samma namn med tillägg av ordet "nya" med samma huvudägare och ledning. Det nya bolaget fick 1872 leverans av ångaren Trelleborg. Rådande goda konjunkturer gjorde att ännu ett fartyg kunde beställas: Castor år 1875 och därtill nästföljande år ett fartyg i andra hand Gustaf tillberg. Bolaget gav god avkastning och betecknades i pressen som "den värpande guldhönan". Detta vände då konjunkturerna allvarligt försämrades vid mitten av 1880-talet. Lösningen blev att 1895 etablera en linje Hamburg - Trelleborg - Ystad - Åhus - Karlshamn - Karlskrona - Kalmar - Oskarshamn - Hamburg samt året därpå en linje Antwerpen - Malmö - Norrköping - Stockholm. Den senare i direkt konkurrens med Sveabolaget, vilket senare löstes genom ett samtrafikavtal. Vid grosshandlarens död blev sonen Frans Malmros direktör och därefter från 1931 dennes son Frans Malmros.
Under första världskriget sålde rederiet ut en stor del av flottan med god förtjänst. Efter kriget kunde man därför anskaffa nya och ändamålsenliga fartyg. Hamburglinjen återupptogs 1924, men såldes 1928 till Svenska Hamburglinjen AB, med Frans Malmros i ledningen. Man ägnades sig därefter huvudsakligen åt trampfart. År 1931 bedrevs även linjetrafik Sverige - Västafrika men lades ned 1936. Under 1930-talet ändrade man inriktning allt mera från torrlast till tankfartyg och rederiet var i slutet av 1930-talet Sveriges största tankfartygsrederi. Den satsningen fortsatte efter andra världskriget och då tillkom även kylfart, varvid man startade rederiet Atlanttrafik som till lika delar ägdes av Malmros och Broströmskoncernen. Bolaget ägde fram till 1978 Frigoscandia som grundats 1950 som Helsingborgs fryshus.
Rederiet hette i folkmun ofta Malmrosrederiet och 1968 blev Rederi AB Malmros dess officiella namn. Man fortsatte att beställa stora tankfartyg, vilket visade sig mycket olyckligt under oljekrisen i början av 1970-talet. Malmros drabbades hårt och deras två sista tankfartyg om 155 100 dödviktston gick direkt från Arendalsvarvet till uppläggning. Frans Malmros försökte under 1970-talet rädda situationen genom utförsäljningar av bolagets tillgångar, men utan framgång. Det sista fartyget säljs 1980 och rederiet ombildas till investmentbolag.

## Fartygslista
| Fartyg                     | Byggt | Varv            | I tjänst  | Typ          | Dödvikt | Notering |
| -------------------------- | ----- | --------------- | --------- | ------------ | ------- | --- |
| Corfitz Beck-Friis         | 1871  | Lindholmen      | 1871-1915 | Ångfartyg    | 650     | Såld 1915 till Helsigborg. Haveri 1920 och blev vrak.                                                                                      |
| Trelleborg                 | 1872  | Lindholmen      | 1872-1899 | Ångfartyg    | 650     | Såld 1899 till Karlshamn. Kolission 1911 och blev vrak.                                                                                    |
| Castor                     | 1875  | Lindholmen      | 1875-1915 | Ångfartyg    | 800     | Såld 1915 till Stockholm. Kollision 1933 och blev vrak.                                                                                    |
| Gustaf Tillberg            | 1874  | Oskarshamn      | 1876-1895 | Ångfartyg    | 618     | Förlist 1895. |
| Pollux                     | 1883  | Lindholmen      | 1883-1900 | Ångfartyg    | 735     | Såld 1900. |
| Frans                      | 1890  | Malmö           | 1890-1918 | Ångfartyg    | 900     | Såld 1918. |
| John                       | 1881  | West Hartlepool | 1898-1916 | Ångfartyg    | 1 450   | F.d. Moggie. Inköpt 1898. Såld 1916. |
| Folke                      | 1881  | Sunderland      | 1899-1915 | Ångfartyg    | 1 850   | F.d. Elk. Inköpt 1899. Förlist 1915. |
| Ran                        | 1883  | Sunderland      | 1901-1915 | Ångfartyg    | 2 300   | F.d. Mulgrave. Inköpt 1901. Såld 1915. |
| Merkur                     | 1882  | Sunderland      | 1902-1903 | Ångfartyg    | 2 600   | F.d. Beste Vaer. Inköpt 1903 till Axel Johnson. Anlände 1935 till Italien för upphuggning.                                                 |
| Trelleborg                 | 1890  | Kiel            | 1904-1918 | Ångfartyg    | 1 000   | F.d. Bertha. Såld 1918 till Helsingborg. Anländ 1940 till Danmark för upphuggning.                                                         |
| Gunnar                     | 1901  | Glasgow         | 1905-1924 | Ångfartyg    | 1 700   | F.d. Scotian. Inköpt 1905. Såld 1924 till Karlshamn. Kolliderade 1948 och blev vrak.                                                       |
| Jarl                       | 1900  | Glasgow         | 1907-1928 | Ångfartyg    | 1 100   | F.d. Ida Zschimmer. Inköpt 1907. Såld 1928.                                                                                                |
| Gunborg [I]                | 1898  | West Hartlepool | 1912-1915 | Ångfartyg    | 3 850   | F.d. Cambrian och Miles Coverdale. Inköpt 1912. Såld 1915 till Göteborg. Minsprängd 1940 och blev vrak.                                    |
| William [I]                | 1897  | Sunderland      | 1912-1915 | Ångfartyg    | 3 600   | F.d. Portsmouth. Inköpt 1912. Såld 1915 till Helsingborg. Strandade 1916 och blev vrak.                                                    |
| Isa                        | 1920  | Fredrikstad     | 1921-1935 | Ångfartyg    | 2 395   | F.d. Odnes. Inköpt 1921. Såld 1935 till Norge. Torpederad 1940 och blev vrak.                                                              |
| Ella                       | 1922  | Kristiania      | 1922-1935 | Ångfartyg    | 2 330   | Såld 1935 till Stockholm. Anlände till Tyskland 1963 för upphuggning.                                                                      |
| Minna                      | 1922  | Kristiania      | 1922-1935 | Ångfartyg    | 2 330   | Såld 1935 till Kalmar. Till Storbritannien 1959 för upphuggning.                                                                           |
| Britte                     | 1920  | Kristiania      | 1922-1935 | Ångfartyg    | 2 575   | F.d. Hiram II. Inköpt 1922. Såld 1935 till Göteborg. Till Nederländerna 1955 för upphuggning.                                              |
| Marianne                   | 1921  | Skien           | 1922-1940 | Ångfartyg    | 1 800   | F.d. Elsa och Sylvia I. Inköpt 1922. Såld 1940 till Göteborg. Ankom 1966 till Tyskland för upphuggning.                                    |
| Knut                       | 1920  | Langesund       | 1922-1928 | Ångfartyg    | 1 070   | F.d. Liff. Inköpt 1922. Såld 1928. Inköpt igen 1947 och döpt till Lister.                                                                  |
| Lisbeth                    | 1918  | Larvik          | 1922-1929 | Ångfartyg    | 1 350   | F.d. Ytteröy. Inköpt 1922. Såld 1929 till Malmö. Till upphuggare 1968.                                                                     |
| Carl Gerhard               | 1923  | Larvik          | 1923-1929 | Ångfartyg    | 2 500   | Förlist 1929 och blev vrak. |
| Edo                        | 1918  | Hoogezand       | 1923-1925 | Ångfartyg    | 1 160   | F.d. Torgöt. Inköpt 1923. Såld 1925 till Svenska Hamburg Linjen. Förlist 1960 och blev vrak.                                               |
| Nisse                      | 1919  | Hoogezand       | 1923-1928 | Ångfartyg    | 1 160   | F.d. Torland. Inköpt 1923. Såld 1928. Inköpt igen 1947 och döpt till Skagen.                                                               |
| Frans                      | 1924  | Skien           | 1924-1940 | Ångfartyg    | 1 800   | Såld 1940 till Göteborg. Till Västtyskland 1959 för upphuggning.                                                                           |
| Gunborg [II]               | 1919  | Helsingborg     | 1925-1929 | Ångfartyg    | 1 425   | F.d. Torleif Hugo. Inköpt 1925. Såld 1929 till Karlstad. Till Sölvesborg 1960 för upphuggning.                                             |
| William [II]               | 1924  | Antwerpen       | 1926-1935 | Ångfartyg    | 3 100   | F.d. Rubens. Inköpt 1924. Såld 1935. |
| Castor                     | 1928  | Malmö           | 1928-1941 | Motortanker  | 13 440  | Torpederad 1941 och blev vrak. |
| Pollux                     | 1928  | Malmö           | 1928-1943 | Motortanker  | 13 465  | Såld 1943. |
| Capella                    | 1930  | Eriksberg       | 1930-1942 | Motortanker  | 14 640  | Såld 1942 till Stockholm. Ankom 1959 till Västtyskland för upphuggning.                                                                    |
| Gunborg [III]              | 1930  | Oskarshamn      | 1930-1940 | Ångfartyg    | 2 985   | Såld 1940 till Göteborg. Torpederad 1940 och blev vrak.                                                                                    |
| Aasne                      | 1931  | Oskarshamn      | 1930-1940 | Ångfartyg    | 2 985   | Såld 1940 till Göteborg. Förlist 1970 och blev vrak.                                                                                       |
| Procyon                    | 1932  | Malmö           | 1933-1943 | Motortanker  | 13 625  | Såld 1943 till Stockholm. Ankom 1968 Till Taiwan för upphuggning.                                                                          |
| Bellatrix                  | 1936  | Landskrona      | 1936-1943 | Motortanker  | 535     | Såld 1943 till Stockholm. Minspräng 1944 och blev vrak.                                                                                    |
| Regulus / Saint Gobain     | 1936  | Hamburg         | 1936-1959 | Motortanker  | 14 800  | Utchartrad 1939 och omdöpt till Saint Gobain. Såld 1959 till Norge. Upphuggning samma år.                                                  |
| Rigel                      | 1936  | Hamburg         | 1936-1943 | Motortanker  | 1 230   | Såld 1943 till Stockholm. Förlist 1976 och blev vrak.                                                                                      |
| Isa                        | 1936  | Stettin         | 1936-1940 | Ångfartyg    | 3 240   | Såld 1940 till Stockholm. Upphuggen 1975 i Italien.                                                                                        |
| Algol                      | 1937  | Hamburg         | 1937-1939 | Motortanker  | 1 220   | Förlist 1939. Bärgad och såld 1941 till Stockholm. Anlände 1972 till Grekland för upphuggning.                                             |
| Hamal                      | 1937  | Hamburg         | 1937-1943 | Motortanker  | 1 220   | Såld 1943. |
| Malmöhus [I]               | 1941  | Kockums         | 1941-1950 | Motortanker  | 16 510  | Såld 1950 till Italien. Upphuggen 1963 i Genua.                                                                                            |
| Falsterbohus               | 1941  | Kockums         | 1941-1955 | Motortanker  | 16 475  | Såld 1955 till Norge. Upphuggen 1961 i Pireus.                                                                                             |
| Bohus                      | 1941  | Eriksberg       | 1941-1960 | Motorfartyg  | 2 160   | Såld 1960 till Svenska Lloyd. Blev 1978 vrak efter brand.                                                                                  |
| Åhus                       | 1941  | Eriksberg       | 1941-1960 | Motorfartyg  | 2 160   | Såld 1960 till Svenska Lloyd. Blev 1969 vrak efter haveri.                                                                                 |
| Lillöhus                   | 1942  | Kockums         | 1942-1956 | Motortanker  | 13 500  | Såld 1956 till Norge. Ankom 1962 Spanien för upphuggning.                                                                                  |
| Glimmingehus [I]           | 1943  | Kockums         | 1943-1946 | Motortanker  | 13 375  | Såld 1946 till Portugal. Ankom 1965 till Jugoslavien för upphuggning.                                                                      |
| Koster                     | 1917  | Larvik          | 1947-1954 | Ångfartyg    | 1 559   | F.d. Thorunn. Inköpt 1947. Såld 1954 till Ystad för upphuggning.                                                                           |
| Lister                     | 1920  | Langesund       | 1947-1954 | Ångfartyg    | 1 070   | F.d. Knut (1922-1928). Inköpt igen 1947. Såld 1954 till Ystad för upphuggning.                                                             |
| Skagen                     | 1919  | Hoogezand       | 1947-1954 | Ångfartyg    | 1 160   | F.d. Nisse (1923-1928). Inköpt igen 1947. Såld 1954 till Ystad för upphuggning.                                                            |
| Golden Ocean               | 1948  | Eriksberg       | 1948-1962 | Motorfartyg  | 4 110   | Såld 1962 till Italien. Ankom 1976 Pakistan för upphuggning.                                                                               |
| Silver Ocean               | 1948  | Eriksberg       | 1948-1963 | Motorfartyg  | 4 110   | Såld 1963 till Grekland. Ankom 1979 Spanien för upphuggning.                                                                               |
| Glimmingehus [II]          | 1952  | Uddevallavarvet | 1952-1963 | Motortanker  | 16 230  | Såld 1968 till Liberia. Förlist 1969 och blev vrak.                                                                                        |
| Johannishus                | 1952  | Kockums         | 1952-1964 | Motortanker  | 15 820  | Såld 1964 till Panama. Ankom 1973 till Italien för upphuggning.                                                                            |
| Örbyhus                    | 1953  | Kockums         | 1953-1965 | Motortanker  | 19 340  | Såld 1965 till Liberia. Upphuggen 1971 i Kaoshiung.                                                                                        |
| Leward Islands             | 1953  | Eriksberg       | 1953-1964 | Motorfartyg  | 2 700   | Såld 1964 till Norge. |
| Nyköpingshus               | 1955  | Kockums         | 1955-1965 | Motortanker  | 15 570  | Såld 1966 till Bulgarien. Ankom 1976 till Jugoslavien för upphuggning.                                                                     |
| Brahehus                   | 1956  | Kockums         | 1956-1965 | Turbintanker | 24 870  | Såld 1965 till Liberia. Ankom 1975 till pakistan för upphuggning.                                                                          |
| Varbergshus                | 1959  | Kiel            | 1959-1967 | Turbintanker | 32 393  | Såld 1967 till Liberia. Förliste 1977 och blev vrak.                                                                                       |
| Pearl Sea                  | 1960  | Kockums         | 1960-1972 | Motorfartyg  | 6 130   | Såld 1972 till Liberia. Ankom 1984 till Kina för upphuggning.                                                                              |
| Coral Sea                  | 1960  | Kockums         | 1960-1969 | Motorfartyg  | 6 130   | Såld 1969 till Liberia. Ankom 1984 till Sydkorea för upphuggning.                                                                          |
| Lake Ontario               | 1961  | Öresundsvarvet  | 1961-1976 | Motorfartyg  | 7 800   | Såld 1976 till Liberia. Ankom 1983 till Taiwan för upphuggning.                                                                            |
| Paul Endacott              | 1964  | Kockums         | 1964-1973 | Motortanker  | 22 090  | Såld 1973 till Liberia. Ankom 1985 till Taiwan för upphuggning.                                                                            |
| Malmöhus [II]              | 1965  | Kockums         | 1965-1975 | Motortanker  | 93 250  | Såld 1975 till Norge. Ankom 1975 till Spanien för upphuggning.                                                                             |
| White Ocean                | 1965  | Öresundsvarvet  | 1965-1975 | Motorfartyg  | 8 850   | Såld 1975 till Kuwait. Ankom 2003 till Indien för upphuggning.                                                                             |
| Jacob Malmros              | 1968  | Japan           | 1968-1977 | Turbintanker | 108 109 | Såld 1977 till Panama. Ankom 1982 till Taiwan för upphuggning.                                                                             |
| Frans Malmros              | 1968  | Japan           | 1968-1977 | Turbintanker | 108 183 | Såld 1977 till Panama. Ankom 1983 till Taiwan för upphuggning.                                                                             |
| Jarl Malmros               | 1971  | Japan           | 1971-1979 | Turbintanker | 218 957 | Såld 1979 till Liberia. Ankom 1986 till Sydkorea för upphuggning.                                                                          |
| Malmros Multina / Mandrill | 1974  | Frankrike       | 1974-1980 | Motortanker  | 38 900  | Omdöpt 1979 till Mandrill. Såld 1980 till Stena Shipping Line. Ankom 2004 till Kina för upphuggning.                                       |
| Malmros Monsoon            | 1974  | Wärtsilä        | 1974-1980 | Motorfartyg  | 21 103  | Såld 1980 till Hong Kong. Ankom 12009 till Indien för upphuggning.                                                                         |
| Malmros Monitor            | 1975  | Arendalsvarvet  | 1975-1977 | Motortanker  | 155 100 | Övertagen 1977 av Zenit (Svenska staten) . Kortad till 81 233 dwt och såld 1979 till Liberia . Ankom 2002 till Bangladesh för upphuggning. |
| Malmros Mariner            | 1975  | Japan           | 1975-1978 | Turbintanker | 372 217 | Såld 1978 till Liberia. Ankom 2000 till Bangladesh för upphuggning.                                                                        |
| Malmros Merrimac           | 1976  | Arendalsvarvet  | 1976-1977 | Motortanker  | 155 100 | Övertagen 1977 av Zenit (Svenska staten) . Kortad till 81 233 dwt och såld 1979 till Liberia. Ankom 1994 till Indien för upphuggning.      |